# THE SINGLES 1
『THE SINGLES 1』（ザ・シングルス・ワン）は2008年5月28日にリリースされたTM NETWORKのベスト・アルバム。

## 解説
1984年～1988年までにリリースされたシングル曲を主に収録したベストアルバム。初回限定盤のみ2枚組となっている。また、アルバム名が『THE SINGLES 1』となっているが、『Be Together』はシングルCDとしては発売されていない（C/Wとしてはシングル『Get Wild (12cm再発盤)』に収録）。
Disc2の1〜6曲目は本作が初収録となる作品である。
当初、同シリーズ続編『THE SINGLES 2』が同年11月26日にリリースされる予定であったが、リーダーである小室哲哉の不祥事により、2009年9月30日まで延期という経緯に結果的になった。

## 収録曲

### DISC:1
| 全編曲: 小室哲哉。 |                                                      |            |                    |       |
| #                  | タイトル                                             | 作詞       | 作曲               | 時間  |
| 1.                 | 「金曜日のライオン (Take it to the lucky)」          | 小室哲哉   | 小室哲哉           | 4:29  |
| 2.                 | 「1974 (16光年の訪問者)」                            | 西門加里   | 小室哲哉           | 3:57  |
| 3.                 | 「アクシデント」                                     | 松井五郎   | 小室哲哉           | 4:32  |
| 4.                 | 「DRAGON THE FESTIVAL (ZOO MIX)」                    | 小室哲哉   | 小室哲哉           | 7:16  |
| 5.                 | 「YOUR SONG ("D"Mix)」                               | 小室哲哉   | 小室哲哉・木根尚登 | 6:39  |
| 6.                 | 「Come on Let's Dance (This is the FANKS DYNA-MIX)」 | 神沢礼江   | 小室哲哉           | 4:56  |
| 7.                 | 「GIRL (TM NETWORKの曲)」                            | 神沢礼江   | 小室哲哉           | 4:42  |
| 8.                 | 「All-Right All-Night (No Tears No Blood)」          | 小室みつ子 | 小室哲哉           | 4:28  |
| 9.                 | 「Self Control (方舟に曳かれて)」                    | 小室みつ子 | 小室哲哉           | 4:39  |
| 10.                | 「Get Wild」                                         | 小室みつ子 | 小室哲哉           | 4:01  |
| 11.                | 「KISS YOU 〜世界は宇宙と恋におちる〜」              | 小室みつ子 | 小室哲哉           | 4:57  |
| 12.                | 「RESISTANCE」                                       | 小室みつ子 | 小室哲哉           | 4:53  |
| 13.                | 「BEYOND THE TIME (メビウスの宇宙を越えて)」         | 小室みつ子 | 小室哲哉           | 4:52  |
| 14.                | 「SEVEN DAYS WAR」                                   | 小室みつ子 | 小室哲哉           | 4:57  |
| 15.                | 「Be Together」                                      | 小室みつ子 | 小室哲哉           | 4:12  |
| 合計時間:          | 合計時間:                                            | 合計時間:  | 合計時間:          | 73:30 |

### DISC:2 (初回限定盤のみ)
| 全編曲: 小室哲哉。 |                                                  |            |                    |       |
| #                  | タイトル                                         | 作詞       | 作曲               | 時間  |
| 1.                 | 「DRAGON THE FESTIVAL (Live at 日本青年館)」     | 小室哲哉   | 小室哲哉           | 7:04  |
| 2.                 | 「カリビアーナ・ハイ (Live at 日本青年館)」      | 麻生香太郎 | 小室哲哉・木根尚登 | 5:21  |
| 3.                 | 「Rainbow Rainbow (Live at 日本青年館)」         | 西門加里   | 小室哲哉           | 5:40  |
| 4.                 | 「金曜日のライオン (Live at PARCO SPACE PART3)」 | 小室哲哉   | 小室哲哉           | 5:24  |
| 5.                 | 「永遠のパスポート (Live at PARCO SPACE PART3)」 | 小室哲哉   | 小室哲哉・木根尚登 | 4:44  |
| 6.                 | 「ELECTRIC PROPHET (Live at PARCO SPACE PART3)」 | 小室哲哉   | 小室哲哉・木根尚登 | 9:42  |
| 7.                 | 「1974 (CHILDREN'S LIVE MIX)」                   | 西門加里   | 小室哲哉           | 7:44  |
| 8.                 | 「Self Control 〜VERSION“THE BUDOHKAN”〜」       | 小室みつ子 | 小室哲哉           | 6:20  |
| 9.                 | 「Come on Let's Dance (The SAINTS MIX)」         | 神沢礼江   | 小室哲哉           | 5:39  |
| 10.                | 「YOUR SONG (Special Instrumental Disco Mix)」   |            | 小室哲哉・木根尚登 | 7:05  |
| 合計時間:          | 合計時間:                                        | 合計時間:  | 合計時間:          | 64:43 |

## 曲解説
曲の解説やタイアップ等はTM NETWORKや他のアルバムで解説しているため省略する。

### DISC:1
1. 金曜日のライオン (Take it to the lucky)
1stシングル。
2. 1974 (16光年の訪問者)
2ndシングル。
3. アクシデント
3rdシングル。
4. DRAGON THE FESTIVAL (ZOO MIX)
4thシングル。
5. YOUR SONG ("D"Mix)
5thシングル。
6. Come on Let's Dance (This is the FANKS DYNA-MIX)
6thシングル。
7. GIRL
7thシングル。
8. All-Right All-Night (No Tears No Blood)
8thシングル。
9. Self Control (方舟に曳かれて)
9thシングル。
10. Get Wild
10thシングル。
11. KISS YOU 〜世界は宇宙と恋におちる〜
11thシングル。
12. RESISTANCE
12thシングル。
13. BEYOND THE TIME (メビウスの宇宙を越えて)
13thシングル。本作に収録されているのは、EP盤のフェードアウトバージョン。ただし、通常盤の配信コンテンツには、8cmCDシングル盤のカットアウトバージョンが配信されている。
14. SEVEN DAYS WAR
14thシングル。
15. Be Together
5thアルバム『humansystem』収録曲、及びシングル「Get Wild (再発盤)」のカップリング曲。

### DISC:2 (初回限定盤のみ)
1. DRAGON THE FESTIVAL (Live at 日本青年館)
4thシングル。ライブ『DRAGON THE FESTIVAL TOUR featuring TM NETWORK (1985年10月31日日本青年館)』からの音源。初収録。
2. カリビアーナ・ハイ (Live at 日本青年館)
1stアルバム『RAINBOW RAINBOW』収録曲。ライブ『DRAGON THE FESTIVAL TOUR featuring TM NETWORK (1985年10月31日日本青年館)』からの音源。初収録。
3. Rainbow Rainbow (Live at 日本青年館)
1stアルバム『RAINBOW RAINBOW』収録曲。ライブ『DRAGON THE FESTIVAL TOUR featuring TM NETWORK (1985年10月31日日本青年館)』からの音源。初収録。
4. 金曜日のライオン (Live at PARCO SPACE PART3)
1stシングル。ライブ『ELECTRIC PROPHET (1984年12月5日渋谷PARCO part3)』からの音源。初収録。
5. 永遠のパスポート (Live at PARCO SPACE PART3)
2ndアルバム『CHILDHOOD'S END』収録曲。ライブ『ELECTRIC PROPHET (1984年12月5日渋谷PARCO part3)』からの音源。初収録。歌詞はオリジナル版とは異なり、本バージョンの作詞はSEYMOURではなく小室である。
6. ELECTRIC PROPHET (Live at PARCO SPACE PART3)
ミニアルバム『TWINKLE NIGHT』収録曲。ライブ『ELECTRIC PROPHET (1984年12月5日渋谷PARCO part3)』からの音源。初収録。
7. 1974 (CHILDREN'S LIVE MIX)
4thシングル「DRAGON THE FESTIVAL (Zoo Mix) 」のカップリング曲。
8. Self Control 〜VERSION“THE BUDOHKAN”〜
11thシングル「KISS YOU 〜世界は宇宙と恋におちる〜」のカップリング曲。ライブ『TM NETWORK FANKS CRY-MAX (1987年6月24日日本武道館)』からの音源。
9. Come on Let's Dance (The SAINTS MIX)
6thシングル「Come on Let's Dance (This is the FANKS DYNA-MIX)」の3曲目。
10. YOUR SONG (Special Instrumental Disco Mix)
5thシングル「YOUR SONG ("D"Mix)」のカップリング曲。